# De sferen van de macht
De sferen van de macht is het zestiende stripalbum uit de Ravian-reeks. Het album is getekend door Jean-Claude Mézières met scenario van Pierre Christin. Het album werd op de Nederlandstalige markt voor het eerst uitgebracht door uitgeverij Dargaud in 1994. Van het album verscheen toen gelijktijdig een hardcover en een softcover editie, een herdruk volgde in 2022 bij uitgeverij Sherpa. Het album is ook opgenomen in deel vijf van de integrale reeks van Dargaud uit 2018.

## De verhalen
Om de noodzakelijke reparaties aan de Astronef te kunnen bekostigen aanvaarden Ravian en Laureline een opdracht van de louche kolonel Tloc, de politiechef van het door corruptie en intriges geplaagde Rubanis. De geheimzinnige heersers van de planeet, die hun contacten met de lagere kopstukken onderhouden met een virusverspreidend communicatiesysteem lijken te zijn verdwenen waardoor er een bloedige machtsstrijd dreigt te ontstaan. Ravian en Laureline gaan op onderzoek uit, maar ze zijn niet de enige.